# Neckargemünd
Neckargemünd – miasto w Niemczech, w kraju związkowym Badenia-Wirtembergia, w rejencji Karlsruhe, w regionie Rhein-Neckar, w powiecie Rhein-Neckar, siedziba związku gmin Neckargemünd. Leży nad Neckarem, w Odenwaldzie, ok. 10 km na wschód od Heidelbergu, przy drogach krajowych B37, B45 i linii kolejowej Mannheim–Heilbronn, ze stacją Neckargemünd.

## Galeria

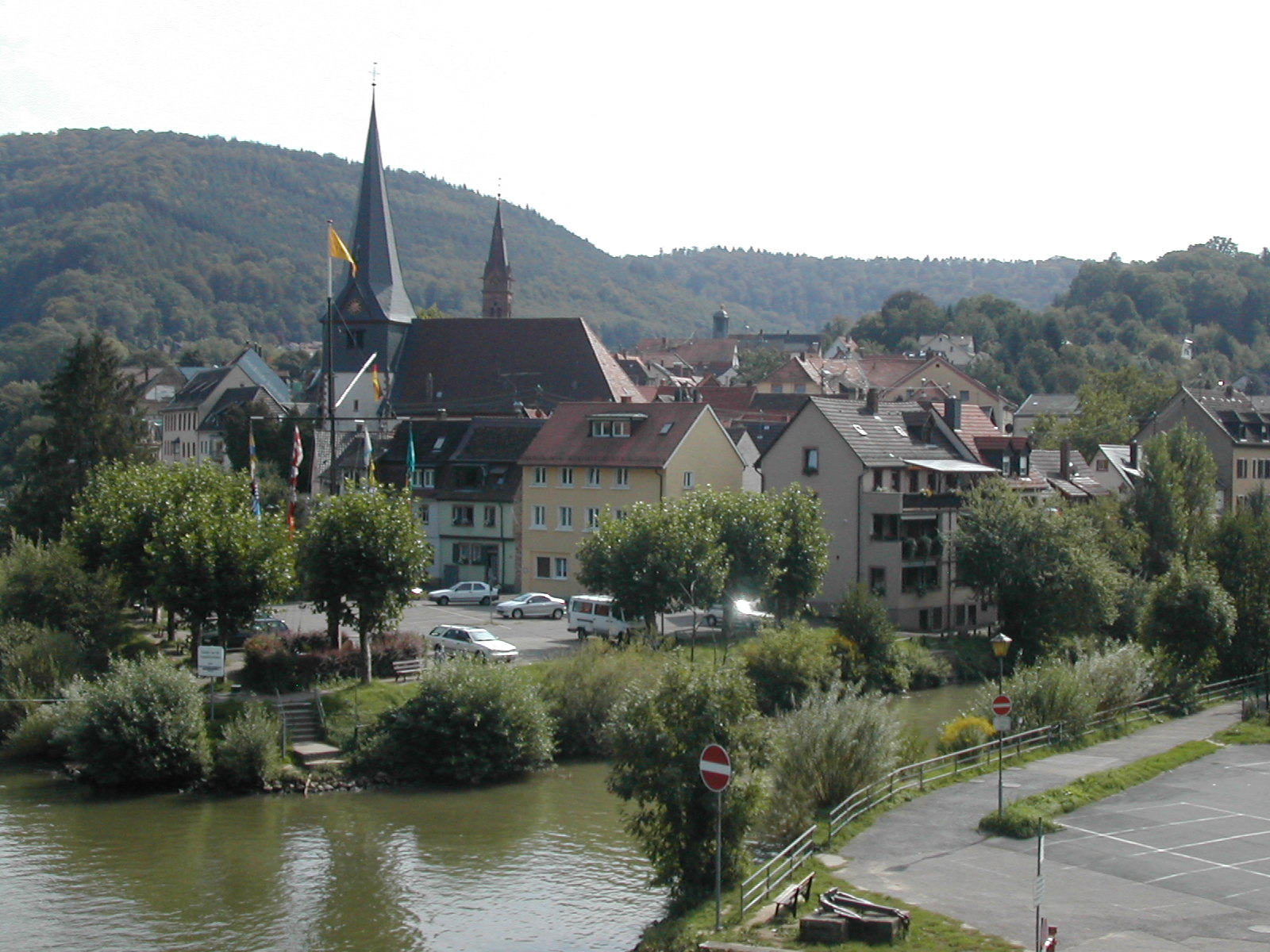
Ujście Elsenz
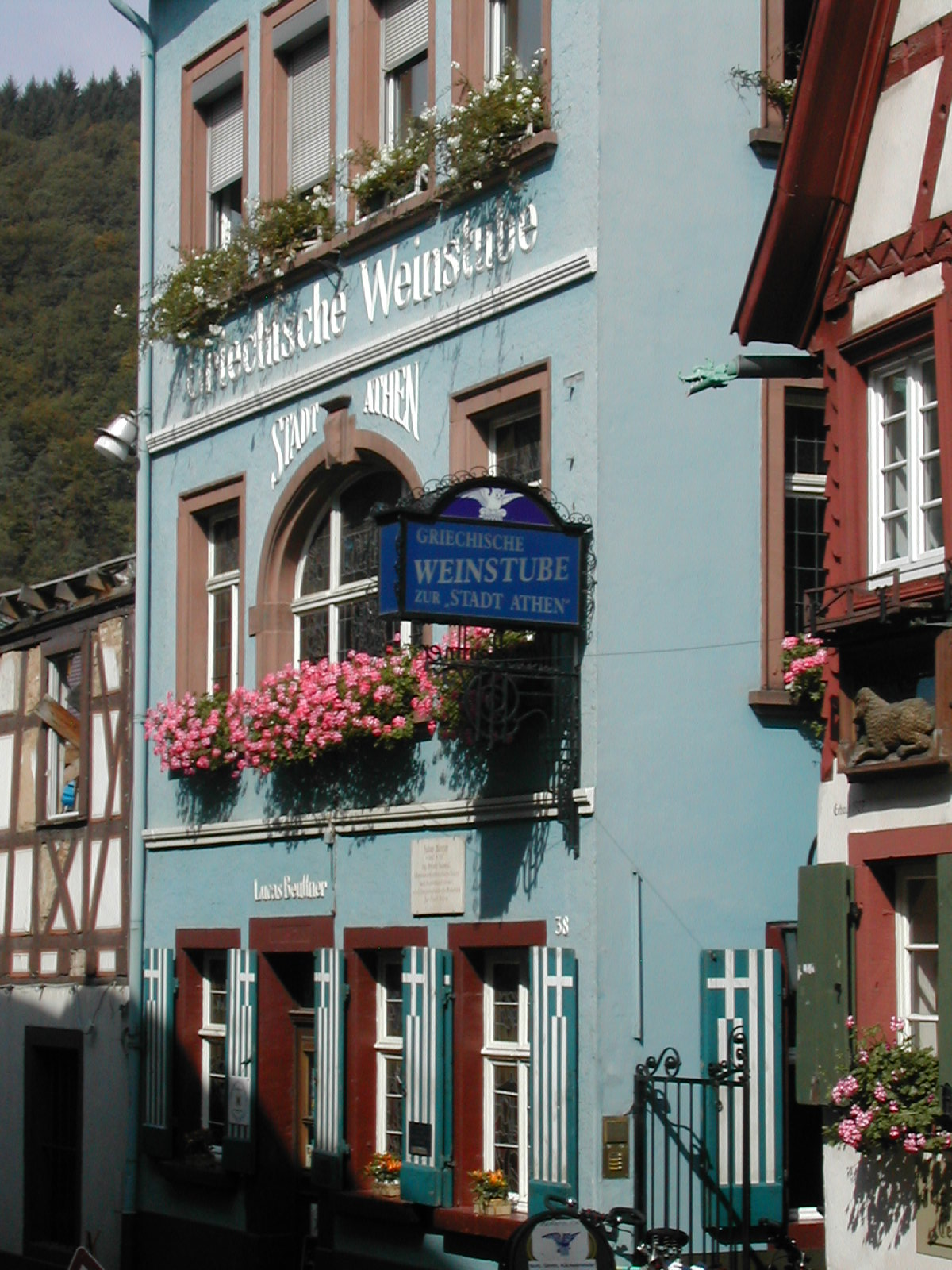
Grecka winiarnia
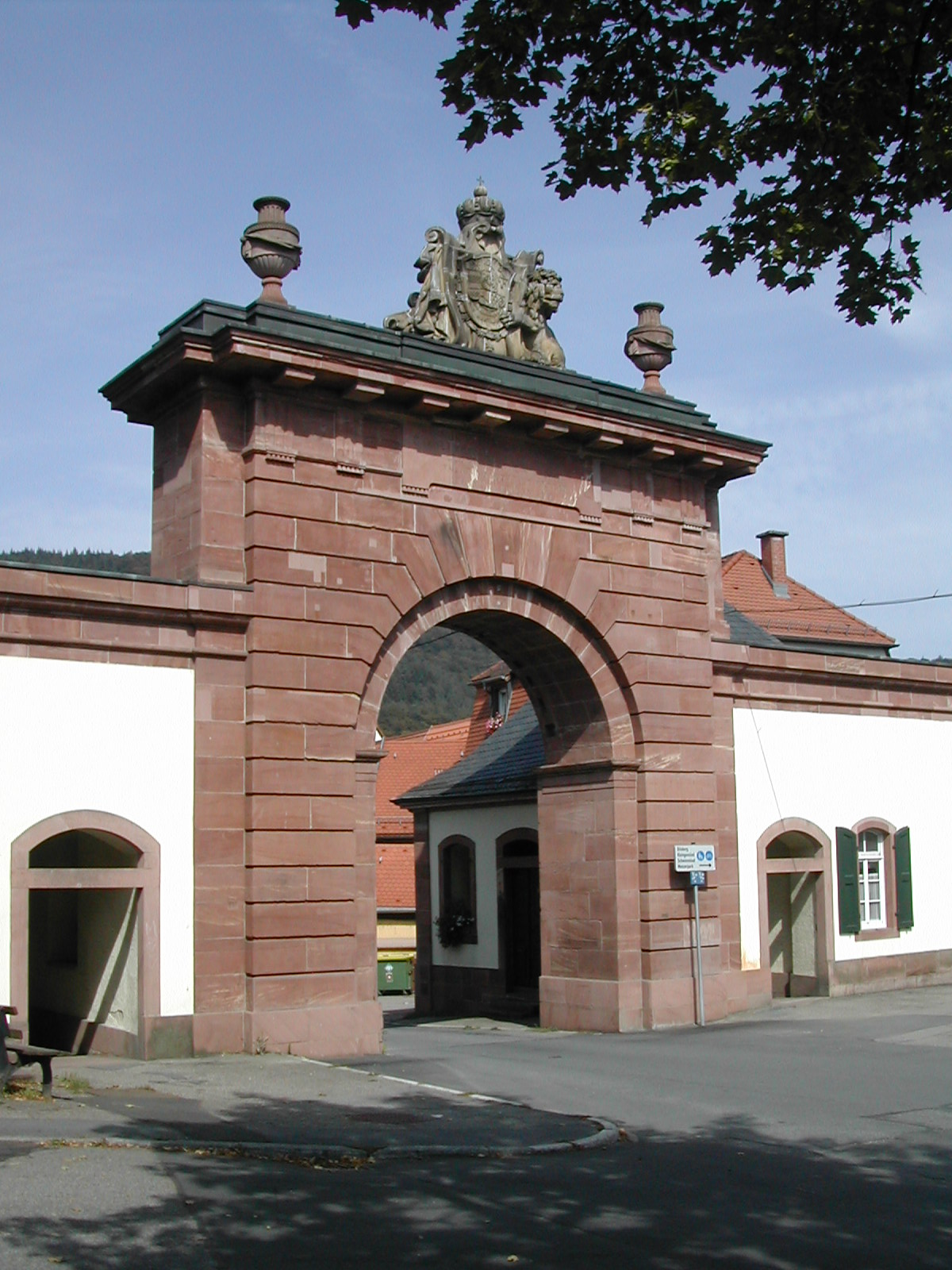
Brama miejska

## Współpraca
- Évian-les-Bains, Francja
- Jindřichův Hradec, Czechy
- Missoula, Stany Zjednoczone
- Romeno, Włochy
- Valeč, Czechy